# درمران عليا (مقاطعة دالاهو)
درمران عليا (بالفارسية: درمران علیا) هي قرية تقع في كرمانشاه في إيران. يقدر عدد سكانها بـ 50 نسمة بحسب إحصاء 2016.